# Thomasgymnasiet
Das Thomasgymnasiet liegt in der schwedischen Stadt Strängnäs und hat heute etwa 800 Schüler. Es wurde 1626 gegründet und ist das zweitälteste Gymnasium in Schweden. 
König Gustav II. Adolf schuf die ersten schwedischen Gymnasien, darunter das Regium Gustavianum Gymnasium Strengnese beim Dom zu Strängnas. Es ist nach dem Bischof von Strängnäs, Tomas Simonsson benannt.
Das Bildungszentrum hatte bereits 1721–1740 eine Schülerzahl über 220. Sie lernten vor allem die drei heiligen Sprachen. Die Schulzeit wurde im Jahr 1807 auf 6 Jahre und ab 1840 auf 4 Jahre verkürzt. Die Trivialschule, die 1626 eingerichtet worden war, wurde 1850 mit dem Gymnasium zum Strängnäs högre elementarläroverk zusammengelegt, das 1879 in Strängnäs högre allmänna läroverk umbenannt wurde. In den 1920er Jahren wurden auch Mädchen zugelassen. Die Schule wurde 1966 kommunalisiert und verlor die Mittelstufe an die Grundskolan. 2008 zog die Schule in eine ehemalige Kaserne um.

## Einzelbelege
1. ↑  Vår historia. In: strangnas.se. Abgerufen am 10. April 2021 (schwedisch).